# Jesenska žabovlatka
Jesenska žabovlatka (lat. Callitriche hermaphroditica), biljna vrsta iz porodice Trpučevki. Raširena je po velikim predjelima Europe, Azije i Sjeverne Amerike.
Naziv jesenska žabovlatka dan je i podvrsti brucijske žabovlatke (C. brutia) čiji je latinski naziv C. b. subsp. hamulata (sinonim C. hamulata), i obje rastu i u Hrvatskoj.

## Podvrste
1. Callitriche hermaphroditica subsp. exalata N. N. Tzvelev
2. Callitriche hermaphroditica subsp. hermaphroditica